# ケン・カーター
ケン・カーター（Kenny Ray Carter、1959年 - ）は、アメリカ合衆国の実業家、教育活動家、バスケットボールのコーチである。高校生の頃、バスケットボールの選抜選手でもあり、カーターの母校では伝説の選手だった。

## 来歴
アメリカカリフォルニア州リッチモンドに産まれる。リッチモンド高等学校にてバスケットプレーヤーとして活躍し、1976・1977年にてPPG(1試合平均得点)23.3を記録し得点王となった。同高校の得点・アシスト・スティールの歴代記録を残し、オールアメリカにも選ばれ、現在でも同高校では伝説の選手として語り継がれている。ジョージ・メイソン大学の奨学金を得たが、ジョージ・メイソン大学には進まず、サンフランシスコ州立大学、コントラ・コスタ・カレッジ、ジョージ・フォックス大学でバスケットボールをプレーした。
その後スポーツ店の経営者となり、1997年に母校・リッチモンド高校のバスケットボールの契約コーチとして招かれる。彼はバスケットボールを教える前に学生として学業で結果を出し、規則に従って生活することを生徒達に課した。同高校は無事に卒業する生徒は50%で大学進学率は6%、同校が所在するコントラコスタ郡では黒人男性の3割が刑務所に行き、刑務所に入る割合が大学進学率の80倍という荒れた状況にあり、その打開策としての指導だった。一部の生徒達からは反発もあったが、1999年には前シーズン4勝だったチームが開幕13連勝の快挙を挙げた。しかし、その後生徒達の学業不振から自ら体育館を閉鎖して練習と試合出場の停止を言い渡し、それにより不戦敗の2敗を記録した。これは報道沙汰となりPTAと学校とで会合が開かれ、カーター更迭論も飛び出し、最終的に多数決で体育館閉鎖は解除された。その後、生徒達の自発的な努力で学業成績が向上したことで練習を再開、再び試合に出場。その後18連勝を記録した。地区大会にて優勝、州大会に進出。カリフォルニア州屈指の強豪校聖フランシス高校に僅差で初戦敗退したが、弱小だったチームを州大会まで進めた業績はメディアで大きく報じられた。
彼が指導した生徒達のほとんどは大学へ進学することに成功した。「自分のことをよく思わない生徒がいるのはかまわない、10年後に彼らが成功を手にすることが自分の望みなのだ」と語っている。また、彼にはダミアン・カーター(Damien Carter)という息子がいて、上記のバスケットボール・チームには彼も在籍していた。卒業後は陸軍士官学校に進学している。
2005年1月14日、カーターの体験した実話に基づき、アメリカで『コーチ・カーター』が映画化された。日本では同年8月6日に上映され、カーターを演じた俳優はサミュエル・L・ジャクソンであった。
コーチ・カーターの記事も参照。
2002年からはスラムボール（バスケットボールにトランポリンを配置した新しいスポーツ）のコーチも務めるようになり、ロサンゼルスのチーム・Rumble(ランブル)をコーチし、2002年の優勝へ導いた。
2007年10月18日には奇跡体験!アンビリバボーにて彼のリッチモンド高校コーチとしてのエピソードが日本のテレビ番組でも放送された。2007年の時点では自分の学校を設立し中高一貫教育でトップクラスの学生を育てる計画があるとコメント。
2009年・秋にはテキサス州・マーリンに「コーチ・カーター・インパクト・アカデミー」を設立。Grade 8～12（アメリカでは中学3年～高校4年生の教育を指し、通常は13～18歳）を対象に約150人の生徒を有し、週6回・1日12時間 勉強やスポーツを教えるという。生活が貧しい約60人の生徒には寄宿舎を提供し、キャンパス内には生徒達が経営する店舗も存在している。土曜日には親も学校に来て活動に参加してもらうシステムを採用している。 

## スラムボールのコーチ記録
| チーム | 年     | レギュラーシーズン | レギュラーシーズン | レギュラーシーズン | レギュラーシーズン | ポストシーズン | ポストシーズン | ポストシーズン | ポストシーズン |
| チーム | 年     | 勝ち               | 負け               | 勝率 %             | 記録               | 勝ち           | 負け           | 結果           |                |
| ------ | ------ | ------------------ | ------------------ | ------------------ | ------------------ | -------------- | -------------- | -------------- | -------------- |
| Rumble | 2002年 | 7                  | 2                  | .778               | 1位                | 2              | 0              | 優勝           |                |
| Rumble | 2003年 | 9                  | 1                  | .900               | 1位                | 0              | 1              | 準決勝で敗退   |                |
| Rumble | 2008年 | 9                  | 3                  | .750               | 1位                | 1              | 1              | 決勝戦で敗退   |                |
| 合計   | 合計   | 25                 | 6                  | .806               | -                  | 3              | 2              | 優勝1回        |                |